# 国家社会主義自動車軍団

NSKK旗

NSKKのシュタンダーテ（方形旗章）

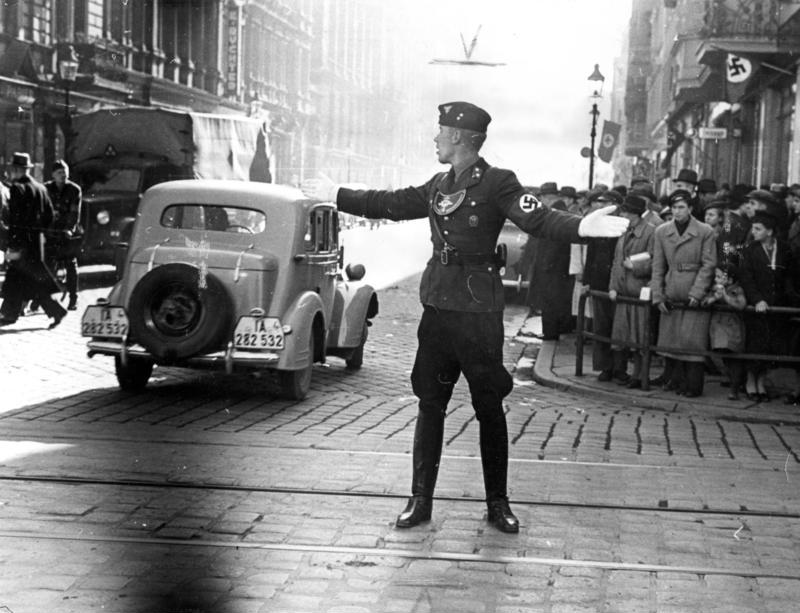
ポーゼンで交通整理するNSKK団員

国家社会主義自動車軍団（こっかしゃかいしゅぎじどうしゃぐんだん、ドイツ語: Nationalsozialistisches Kraftfahrkorps、略称NSKK）は、国民社会主義ドイツ労働者党（ナチス）の党機関のひとつ。
ナチス自動車隊、ナチ自動車運転者団とも。

## 概要
1930年に突撃隊（SA）内部に結成された「Nationalsozialistisches Automobilkorps、略称NSAK」が1931年に「Nationalsozialistisches Kraftfahrkorps、略称NSKK」に発展改組されて誕生した。ドイツ語の「Automobil」は日本語では「自動車」、「Kraftfahr」は「自動車（Kraftfahrzeug）によって走行・移動すること」を意味するが、後者の「Kraftfahrzeug」にはオートバイをも含めた「発動機付き車輌」の総称というニュアンスがあり、より範囲が広い単語である。1934年には団員数が1万人を超え、さらに突撃隊が長いナイフの夜事件で衰退したことで、国家社会主義自動車軍団の突撃隊からの独立が認められた。
この組織の主要な任務は団員になった者に自動車やオートバイの運転技術やメンテナンス技術を教えることであった。ドイツ各地の道路沿いにある自動車運転者の援助をする機関でもあった。当時のドイツでは運転技術を持つ者は大変貴重であった。
入団に際して運転免許あるいは何らかの自動車の知識が必要となることはなかった。ただしナチ党の組織であるので人種主義に基づく審査は存在し、アーリア人種であると認められなければ入団はできなかった。
第二次世界大戦開戦後は団員の多数がドイツ国防軍の兵站部隊に回された。彼らは兵站の自動車化に貢献した。しかし、依然としてドイツ軍の兵站は馬に頼るところがほとんどであり、全体的な自動車化は成されなかった。
国家社会主義自動車軍団には突撃隊や親衛隊とほぼ同様の階級が存在しており、軍団のトップは軍団指導者（Korpsführer）という階級であった。1934年から1942年に死去するまでアドルフ・ヒューンラインがその地位にあった。ヒューンラインの死後はエルヴィン・クラウス（de:Erwin Kraus）が軍団指導者となった。
戦後、連合国によるニュルンベルク裁判により「有罪組織（condemned organization）」と認定された（ただし親衛隊（SS）と違い「犯罪組織（criminal organization）」の認定は受けなかった）

## 制服

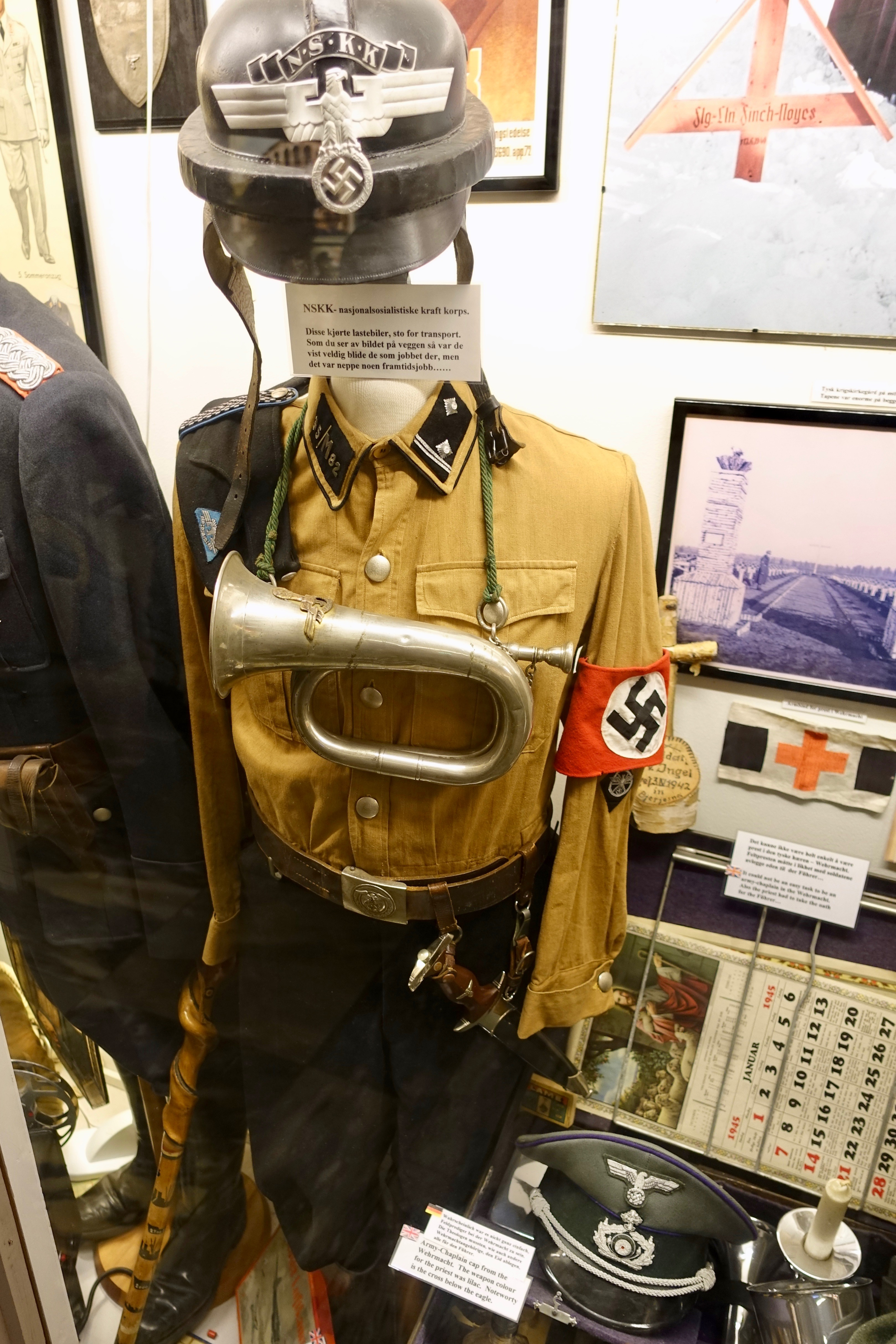
国家社会主義自動車軍団のヘルメットと制服
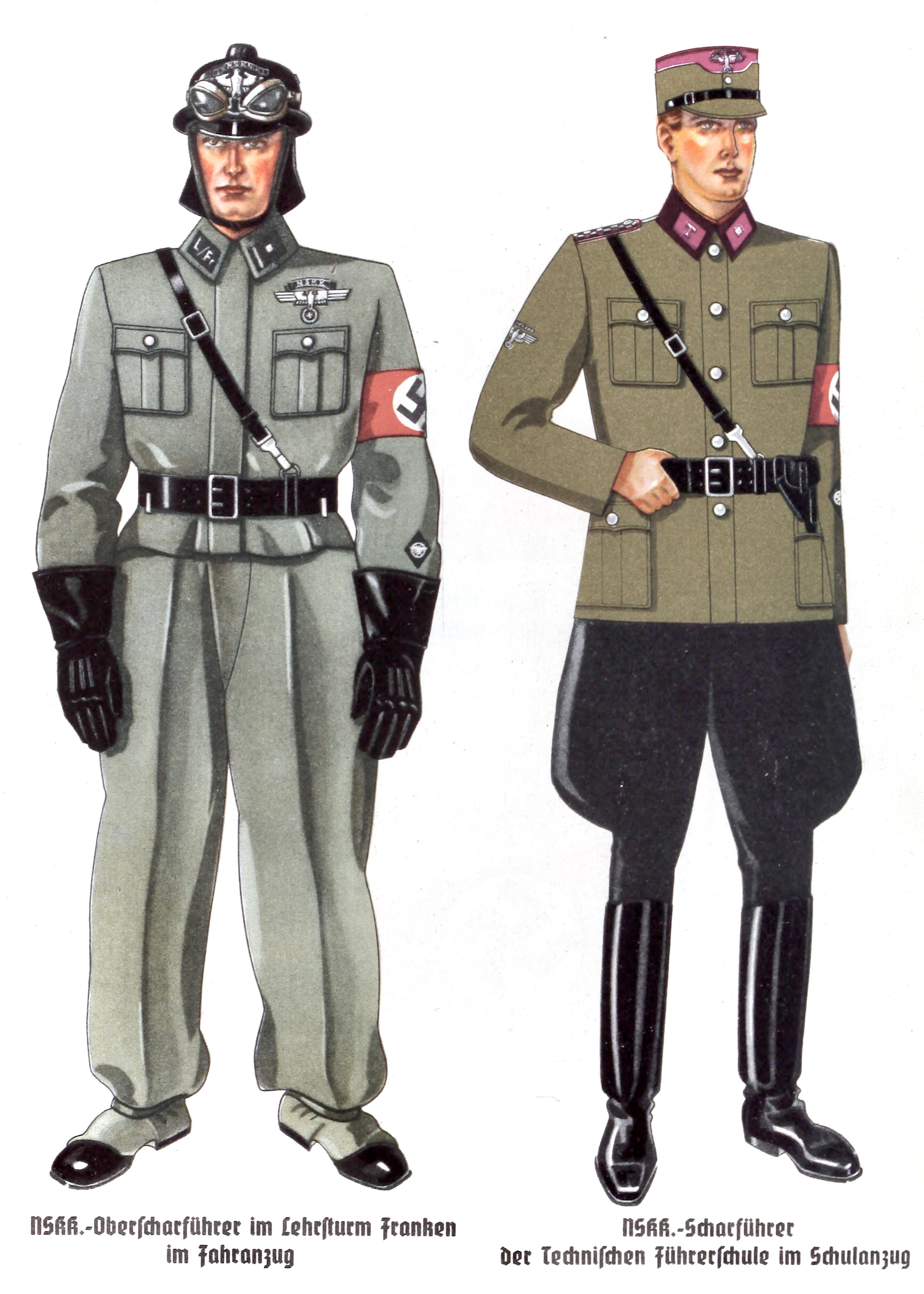
国家社会主義自動車軍団の制服（ドライビングスーツと学校の制服）
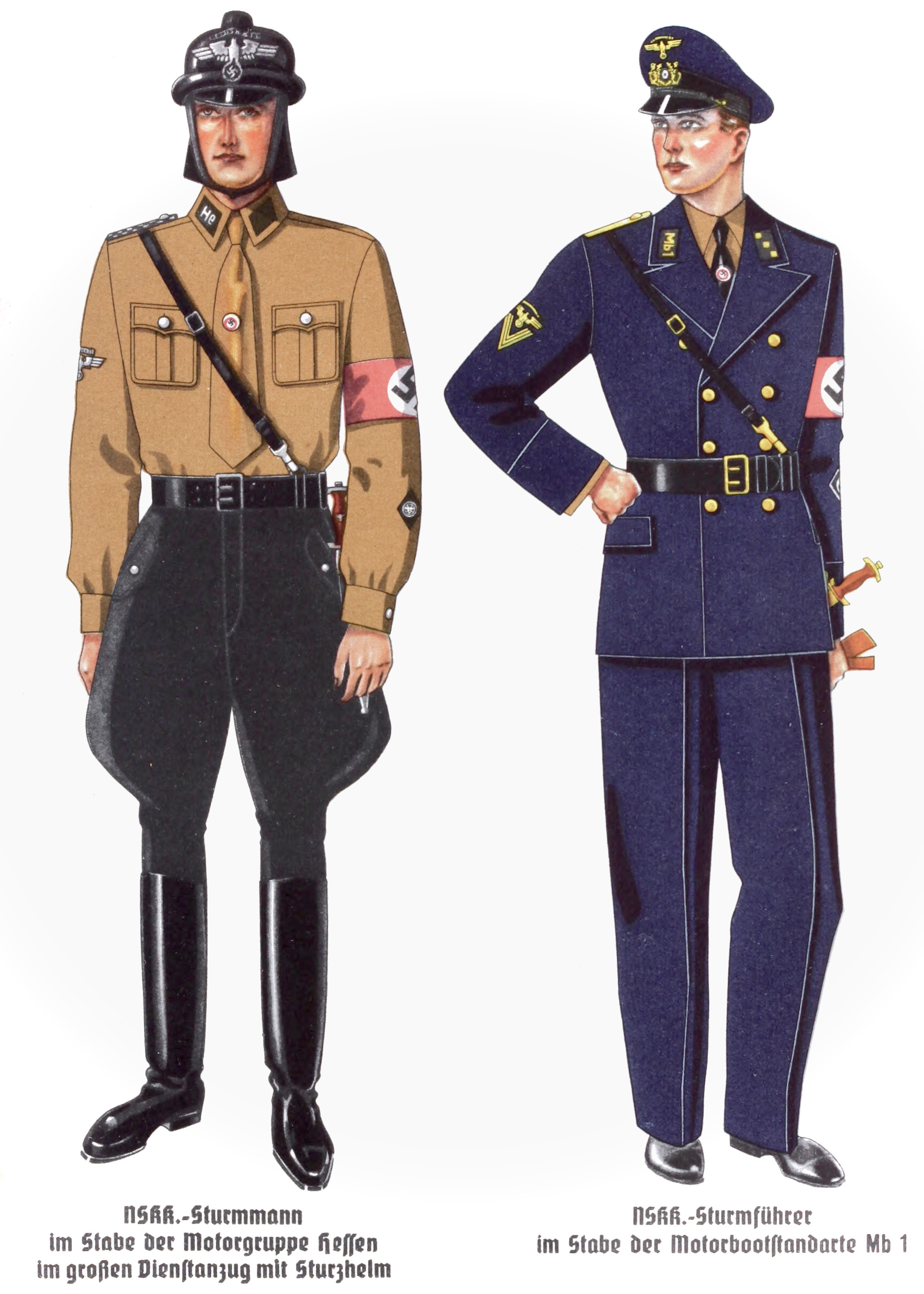
国家社会主義自動車軍団の制服（儀礼用制服と海上勤務隊員の制服）
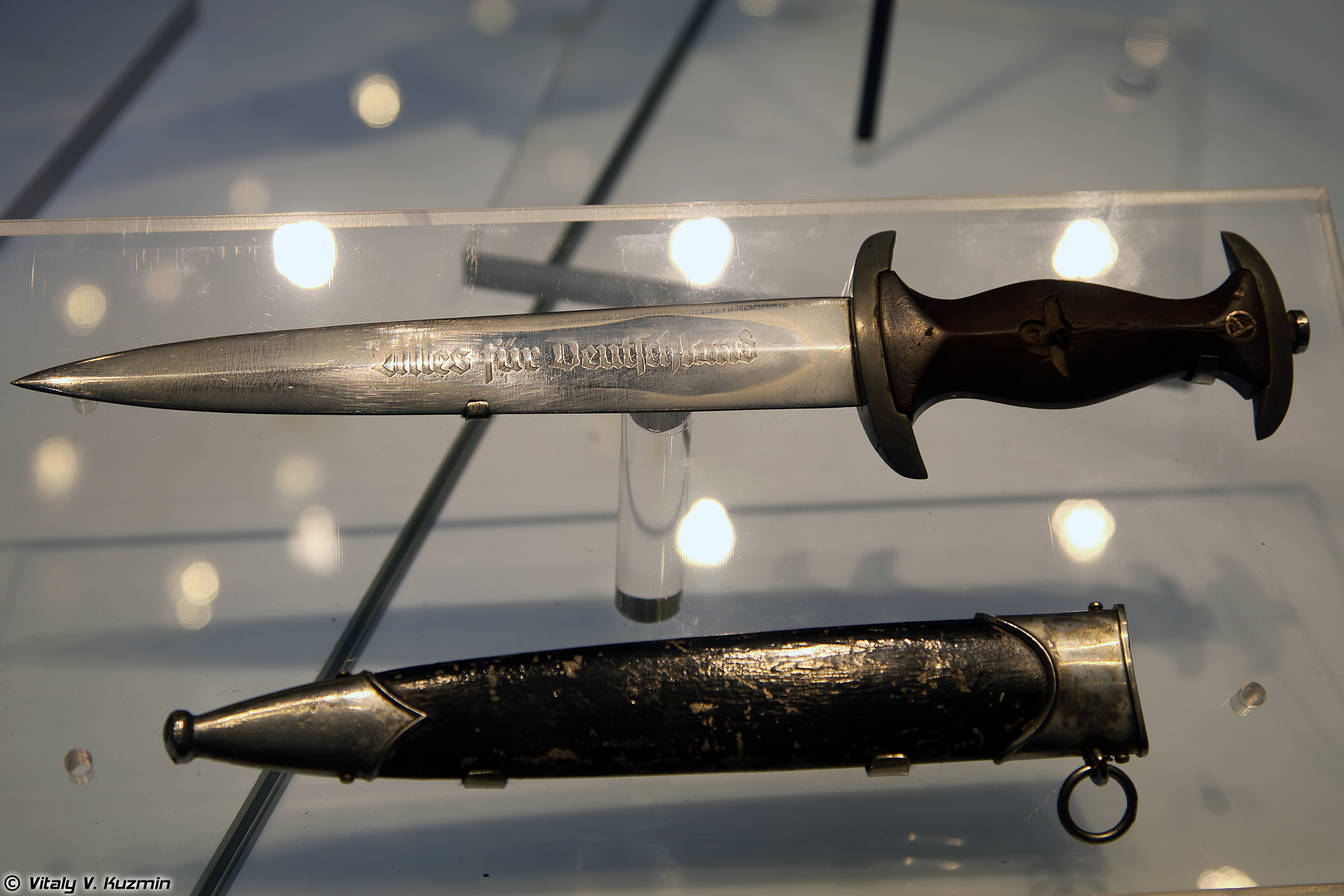
国家社会主義自動車軍団の短剣